# Telar de pesas

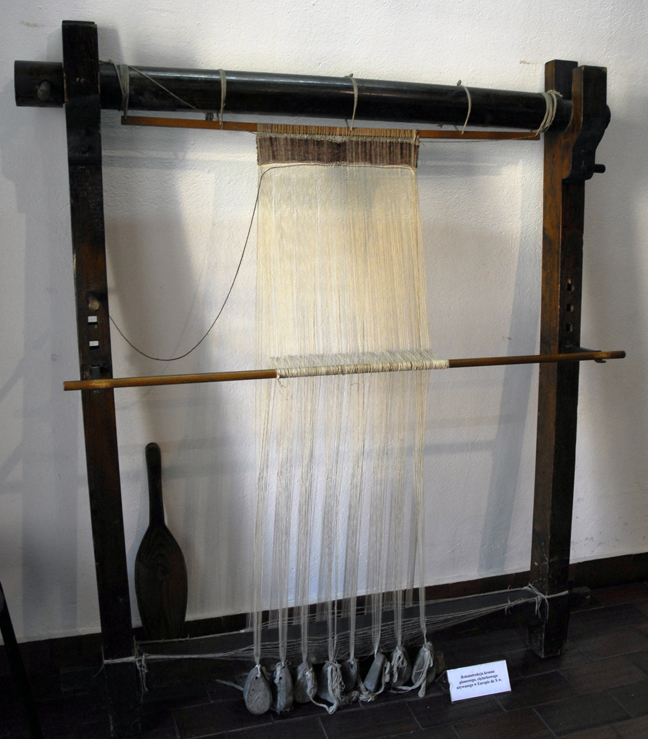
Telar de pesas en el Museo Central Textil de Łódź, Polonia

El telar de pesas, llamado también telar vertical es un tipo de telar simple donde las distintas urdimbres cuelgan sostenidas por una barra horizontal, y amarradas a unos pesos llamados ponderas. Estas ponderas mantienen los hilos tensos permitiendo el entretejido.
La evidencias tempranas del telar de pesas aparecen durante el período neolítico en Europa central. Está representado en artefactos de la Grecia de la Edad del Bronce y era común en toda Europa, permaneciendo en uso en Escandinavia hasta los tiempos modernos. Se encontró un telar de pesas de la Edad del Bronce en Mileto, una ciudad griega de Anatolia.

## Historia

### Prehistoria
Se cree que el telar de pesas se originó en el período Neolítico. La evidencia más temprana de telares de pesas proviene de sitios pertenecientes a la cultura Starčevo en la Serbia moderna y Hungría.

### Antigüedad
Este telar se usó en la Antigua Grecia y se extendió al norte y al oeste por toda Europa a partir de entonces. Fue ampliamente utilizado en el norte entre los escandinavos.

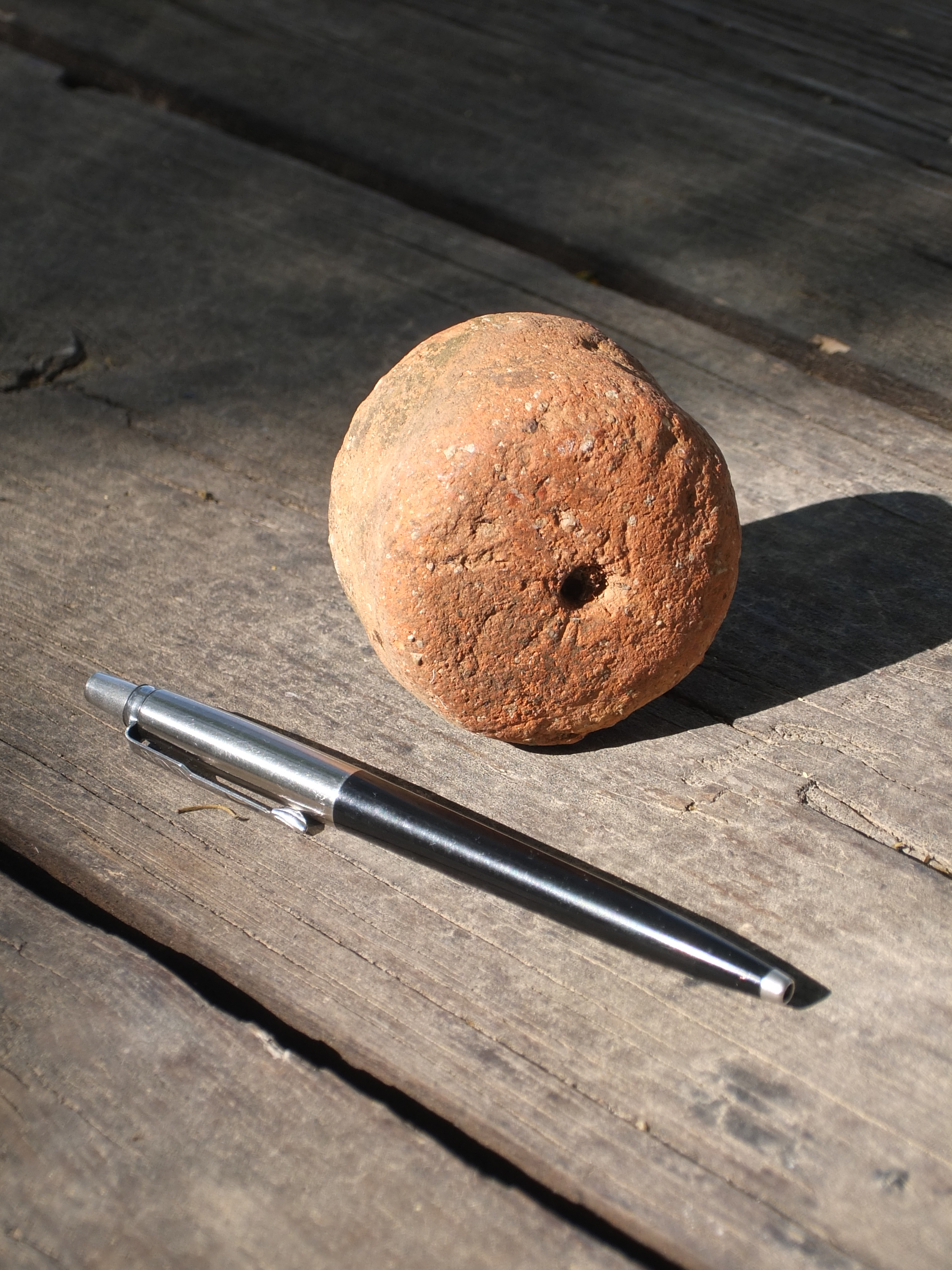
Pesa de telar descubierto en Bersabe

En las pinturas de vasijas griegas antiguas, se muestra a dos tejedoras, la mayoría de las veces mujeres, trabajando una al lado de la otra en el telar de pesas. Por esto, Artemidoro, intérprete de sueños, afirma que si uno sueña con un telar de pesas significa un próximo viaje. Si uno sueña con cualquier otro tipo de telar, debe esperar descansar. Dice Artemidoro: 
"El telar vertical predice desplazamientos y viajes, pues es preciso que la tejedora se mueva de un lado para el otro. El horizontal es un síntoma de reclusión, ya que con este tipo de aparato las mujeres trabajan sentadas."

### Declive
La llegada de los telares mecanizados y la industria contribuyeron al declive de su uso. En Europa, siguió usándose durante más tiempo en Escandinavia; hay registros que se usaba en la década de 1950 todavía se usaban telares de pesas en una isla aislada frente a la costa de Noruega y entre los sami de Noruega y Finlandia. Hoy en día, el telar de pesas se utiliza como pasatiempo y en sociedades de preservación histórica.

## Uso
El telar de pesas se utiliza en una posición casi vertical y la tela se teje desde la parte superior del telar hacia el suelo. Esto permite que el tejedor camine de un lado a otro mientras trabaja, de modo que se pueda tejer una tela más ancha que la práctica en un telar horizontal.  
La estructura del telar de pesas es la siguiente:
Dos barras de madera verticales tienen su parte inferior apoyada en el suelo, la parte superior se suele apoyar en la pared con la finalidad de tener algo de inclinación. 
Estas dos barras están unidas por una barra horizontal, la cual tiene dos funciones: sujetar las urdimbres, y enrollar el tejido una vez producido. 
Se cuelgan hilos en la barra horizontal. Estos serán las urdimbres del tejido final. Se coloca una nueva barra y se seleccionan intercaladamente los hilos que pasaran atrás y los que pasaran por delante de la barra. El grupo de hilos pares será dividido en grupos y se le amarraran pesas. Igual se hace con el otro grupo, manteniéndose así tensas las futuras urdimbres.  
Esto facilita pasar la trama. Para esto se pueden valer de varios artificios como usar una barra transversal donde se enrolla el hilo que pasará a ser la trama del tejido. O se pueden intercalar los conjuntos pares e impares de urdimbres por medio de un artificio con más maderos y pasar la urdimbre.  
Y con esto se produce el tejido.

## Galería

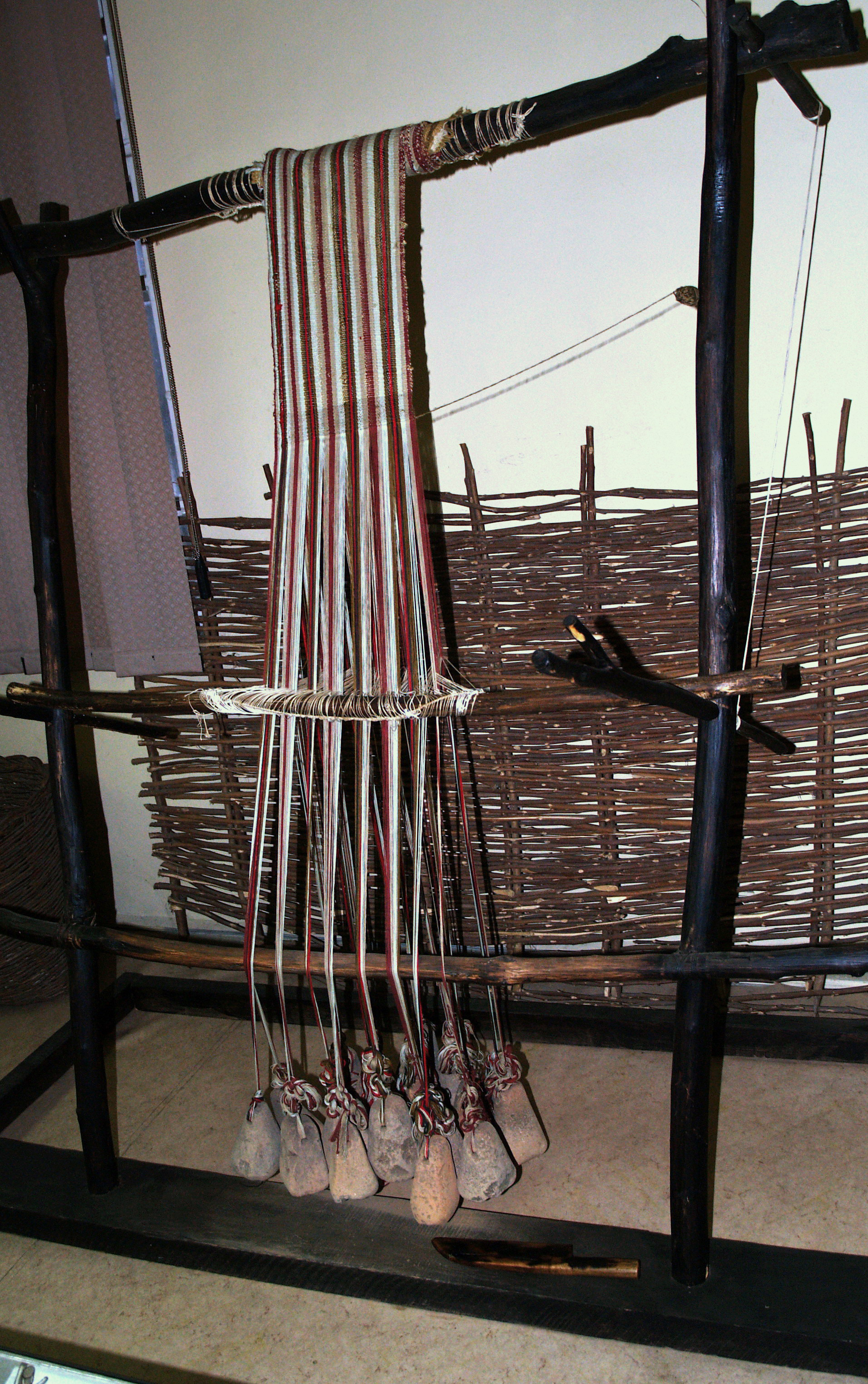
Reconstrucción de un telar vertical con pesas de tiempos neolíticos, en exhibición en el Museo Nacional de la Industria Textil en Sliven, Bulgaria
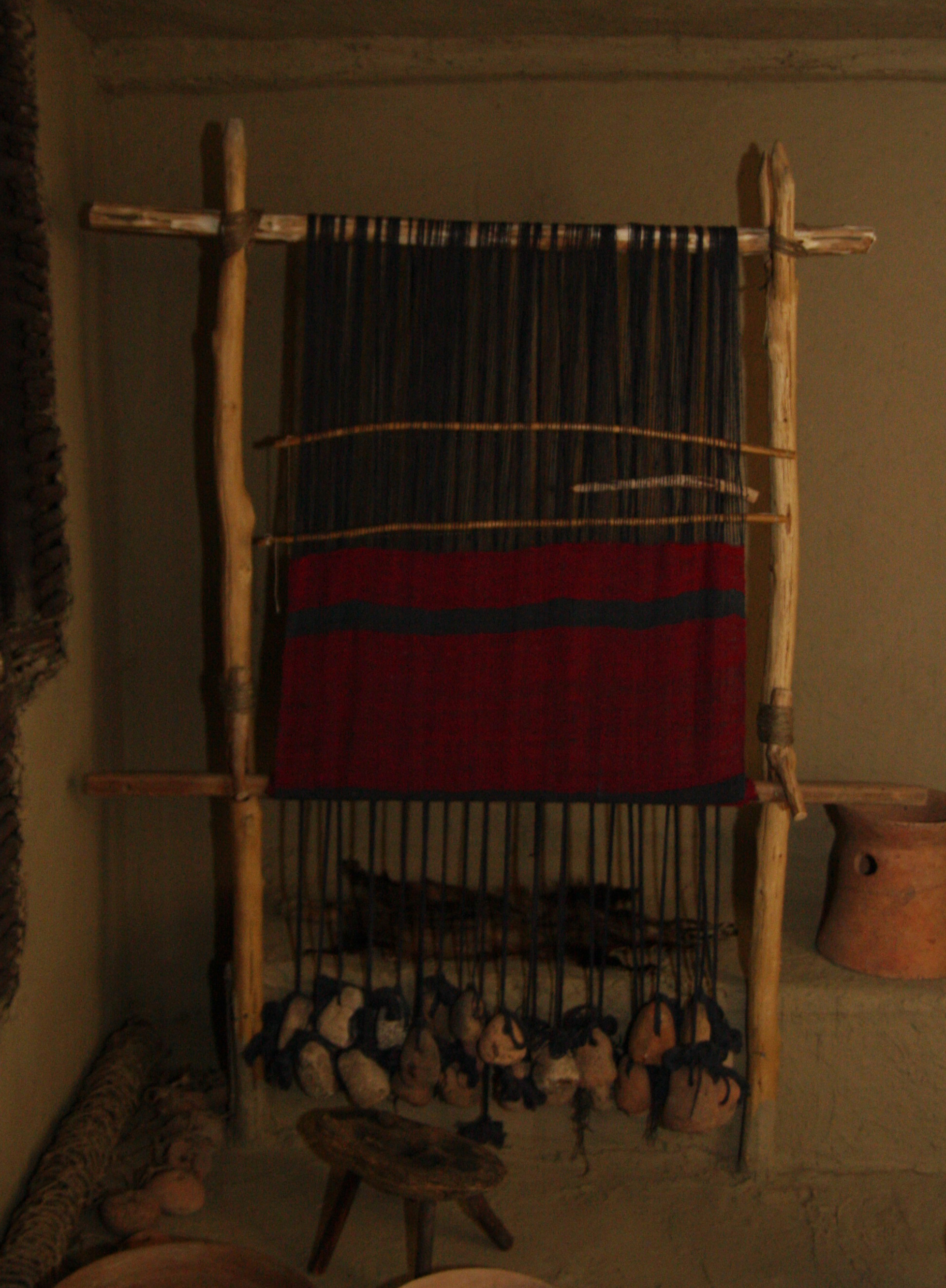
Reconstrucción de un telar neolítico, en exhibición en el Museo Piatra Neamţ, Rumania